# ادوبی دایمنشن

نشان‌واره نرم‌افزار ادوبی دایمنشن

ادوبی دایمنشن (به انگلیسی: adobe dimension) یک نرم افزار طراحی و تصویرسازی سه بعدی است که توسط شرکت ادوبی برای سیستم عامل های ویندوز و مک ساخته شده است.